# هيرو فوغيوارا
هيرو فوغيوارا (باليابانية: 藤原ヒロ؛ بالكانا: ふじわら ヒロ) هي مانغاكا يابانية، ولدت في 23 ديسمبر 1981 في هيوغو في اليابان.

## وصلات خارجية
- الموقع الرسمي